# Skovby (gmina Sønderborg)
Skovby – miasto w Danii, w regionie Dania Południowa, w gminie Sønderborg.